# Louis Auguste Blanqui
Louis Auguste Blanqui [lwi oˈgyst blɑ̃ˈki] (7. února 1805 – 1. ledna 1881) byl francouzský revolucionář a socialistický teoretik. Jím založený směr se nazývá blanquismus.

## Život

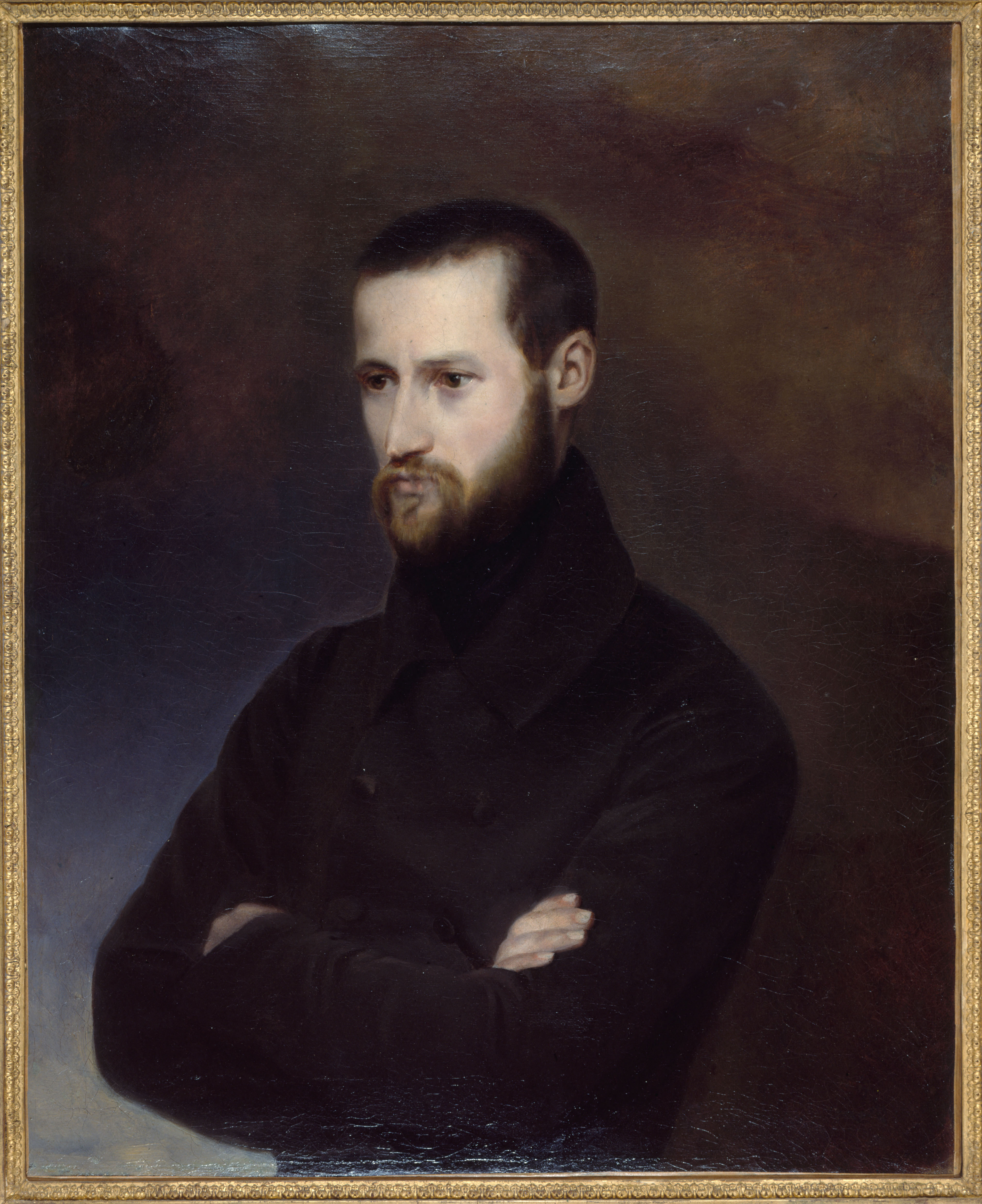
Louis-Auguste Blanqui kolem roku 1845

V mládí Blanquiho ovlivnili François Noël Babeuf, Charles Fourier a Henri de Saint-Simon. Účastnil se Červencové revoluce 1830, následujícího roku začal organizovat tajné republikánské a socialistické spolky. Roku 1839 byl odsouzen na doživotí pro organizaci povstání, jehož cílem mělo být svržení krále Ludvíka Filipa.
Po devíti letech byl omilostněn a zapojil se do revolučního hnutí roku 1848 jako vůdce levice. Po potlačení povstání byl odsouzen na deset let vězení. V žaláři navrhl vlastní socialistickou teorii, v jejímž středu stála idea diktatury proletariátu, později převzatá marxisty. Po propuštění a dalším věznění v letech 1861–1865 odešel do exilu v Belgii.
Po generální amnestii se roku 1869 vrátil do Francie. Brzy se zapojil do revolučního hnutí, jež směřovalo k vyhlášení Pařížské komuny. V říjnu 1870 stanul na krátký čas v čele přechodné vlády. Ještě před vlastním vypuknutím pařížského povstání byl znovu uvězněn a z vězení se dostal po omilostnění roku 1879. Zemřel roku 1881, krátce před smrtí napsal své hlavní dílo Sociální kritika (Critique sociale) uveřejněné roku 1885.
Blanqui silně ovlivnil komunistické a socialistické hnutí, jeho přívrženci se později připojili k Francouzské socialistické straně.